# Università di Aveiro
L'Università di Aveiro (ufficialmente in portoghese Universidade de Aveiro, sigla UA) è un'università pubblica, fondata nel 1973, in un contesto di espansione e rinnovamento dell'istruzione superiore portoghese, divenendo ben presto un punto di riferimento per l'alta qualità della sua ricerca, delle sue facoltà e delle sue infrastrutture.

Oltre ai suoi corsi di laurea, l'UA possiede una vasta gamma di corsi di formazione specialistici (CFE), corsi di specializzazione (STE), master e programmi di dottorato.

## Storia
SAPO, il più noto dei motori di ricerca portoghese, è stato creato all'Università di Aveiro nel 1995.
L'Università di Aveiro è valutata nella ricerca universitaria del Paese, secondo uno studio condotto dall'ex rettore della Nuova Università di Lisbona, Luís Sousa Lobo, in cui vien mostrato che ogni insegnante dell'UA pubblica, in media, 1,5 articoli scientifici ogni anno.
L'Università di Aveiro è stata campione del mondo di robotica di calcio nel 2008.
Nel 2009, l'Università di Aveiro è stata nel campo dell'ingegneria valutata al 137º posto nella classifica internazionale dall'istituto cinese «Higher Education Evaluation and Accreditation Council of Taiwan», seguita dall'Università Tecnica di Lisbona (al 189º posto) e dall'Università di Porto (al 257º posto).
L'Università di Aveiro invia e riceve gli studenti provenienti da diversi paesi del mondo. Un esempio è la Miss Universo Giappone 2010, Maiko Itai, che ha studiato portoghese per un anno presso l'Università di Aveiro.
L'area del campus dell'Università è equivalente a 92 campi da calcio.